# Archipimima
Archipimima là một chi bướm đêm thuộc họ Tortricidae.

## Các loài
- Archipimima archipiforma Razowski & Pelz, 2004
- Archipimima concavata (Meyrick, 1930)
- Archipimima consentanea Razowski, 2004
- Archipimima cosmoscelis (Meyrick, 1932)
- Archipimima flexicostalis (Dognin, 1908)
- Archipimima labyrinthopa (Meyrick, 1932)
- Archipimima sinuocostana Razowski & Wojtusiak, 2006
- Archipimima tylonota (Meyrick, 1926)
- Archipimima vermelhana Razowski, 2004